# 小山田春樹
小山田 春樹（おやまだ はるき、1953年〈昭和28年〉4月4日 - ）は、日本のフリーアナウンサー、元政治家。元日本テレビアナウンサー、報道記者。京都市会議員を1期務めた。神奈川県逗子市出身。

## 経歴

### 日本テレビアナウンサーとして
1953年、神奈川県逗子市に生まれる。東京教育大学附属駒場中学校・高等学校卒業。立教大学法学部法学科卒業。1977年、日本テレビに入社。アナウンサーとして主にニュース、プロ野球リポーターを担当し、「金曜10時!うわさのチャンネル!!」では、徳光和夫が『ズームイン!!朝!』キャスターになり降板したことに伴い、後任としてニュース風のコントコーナー「ザ・ニュースコミック!」を担当していた。その後、報道局報道部に異動し、報道記者として自治省、文部省、自民党などを担当した。

### フリーアナウンサーとして
1986年、同社を退職して、フリーアナウンサーとなる。情報番組のリポーター、キャスターを務めた他、JR東海、中央信託銀行のテレビCMにも出演している。2006年から、エッセイなどの執筆活動を始める。2023年4月29日の任期満了で京都市会議員を引退。オフィスキイワードに所属してフリーアナウンサーの活動を再開した。

### 政治家として
2016年（平成28年）には報道の自由、放送メディアの問題点についての講演活動を全国的に展開。報道の自由、国民の知る権利を守るためには政治を変えることが必要であるとして、国政改革の政治活動を開始。2017年京都市政改革の活動を無所属で始める。地域主権の確立、行財政改革の推進、地域経済活性化、双京構想推進を基本理念としており、京都市独自の給付型奨学金制度の実現などの政策を打ち出している。
政治思想は、個人の自由に最大の価値を置く中道リベラル派である。経済・財政政策は反緊縮・積極財政推進派であり、外交・安全保障政策は中立自衛論に立っている。京都市政、京都府政については「是々非々」の立場を表明している。2018年9月10日の立憲民主党常任幹事会で京都市会議員選挙（右京区選挙区）公認が決定し、立憲民主党右京区市政対策委員に就任した。2019年4月7日投票の京都市会議員選挙（右京区選挙区）に立候補し初当選した。反緊縮の薔薇マーク認定候補であった。
議員当選後は、民主・市民フォーラム（国民民主党と立憲民主党の統一会派）に所属していた。常任委員会は、市議1年目は文化環境委員会に所属。市議選以前も以後も連合京都の推薦は受けていないなど、旧民主党系議員とは一線を画した活動をしていた。市会の質疑では、費用対効果の高い支出でなければ認められないと追及するなど、京都党との親和性が強い存在となっていた。その後、2020年（令和2年）2月2日投開票の京都市長選挙を巡る対立から2019年（令和元年）11月21日に所属会派である民主・市民フォーラムを退会し、立憲民主党に離党届けを提出する。元京都党代表で京都市長選挙候補者の村山祥栄前市議の支持を表明して無所属として活動し、翌年1月24日には京都党市議会議員団に会派入りする。3月5日には立憲民主党が離党届を受理したのを受けて、京都党に入党した。市議2年目は、まちづくり委員会副委員長に就任した。また2020年（令和2年）8月に行われた党の役員人事では総務会長に就任した。市議3年目は、産業交通水道委員会に所属して活動している。
2022年〈令和4年〉1月31日、水道事業、市バス・市営地下鉄の民営化には反対であり、行財政改革などの基本政策で党の方針と一致できなくなったとして京都党に離党届を提出する。党は離党届を受理し、党役員会で小山田を除名処分とした。市議会の京都党会派から離脱し、無所属となった。市議4年目（令和4年度）は、文化環境委員会に所属している。
2023年4月の京都市会議員選挙には立候補せず任期満了で議員を引退。フリーアナウンサーの活動を再開した。

## 人物
- 社会心理学者の南博は、母方の親戚（祖母の従兄弟）、立憲政友会の衆議院議員だった近藤達児は、母方の祖母の叔父にあたる。
- 小学生時代から阪神タイガースファンで、新人アナウンサー時代にプロ野球担当となり、当時解説者だった村山実と出会い感激したという。東京六大学野球では、父と祖父の出身校である東京大学野球部を応援している。
- 家庭料理を作るのが好きで、Facebookの記事で紹介している。鉄道ファンであり、路面電車、特に嵐電の愛好家である。

## 主な出演番組
- 金曜10時!うわさのチャンネル!!
- ズームイン!!朝!
- NNN朝のニュース
- NNNニューススポット
- ルックルックこんにちは
- NNNニュースプラス1
- おはよう!ナイスデイ
- 快進撃カンパニー
- ロンブー龍
- お話1杯ティーカップ
- 文化放送ニュース
- 痛快!買い物ランド（2009年7月 - ）